# 交響曲第2番 (フェラン)
交響曲第2番『キリストの受難』（Sinfonía no. 2 para Banda Sinfónica "La Passió de Crist"）は、スペインのフェレール・フェランが吹奏楽のために作曲した2番目の交響曲である。キリストの受難を描いた受難曲は多くの作曲家が合唱を伴うオラトリオとして作曲しているが、この曲は大編成の吹奏楽による器楽となっている。

## 演奏時間
約39分（ヘンリー・アダムス指揮、ブニョール・ラ・アルティスティカ交響吹奏楽団の演奏）

## 編成
| 木管   | 木管                             | 金管  | 金管       | 弦・打 | 弦・打           |
| ------ | -------------------------------- | ----- | ---------- | ------ | ---------------- |
| Fl.    | 2, Picc. 1, Alto 1               | Tp.   | 4, Flgh. 2 | Cb.    | ●                |
| Ob.    | 2, C.A.                          | Hr.   | 4          | Timp.  | ●                |
| Fg.    | 2, Cfg.                          | Tbn.  | 4          | 他     | B.D., S.D., etc. |
| Cl.    | 3, E♭Cl., Alto, Bass 1, C.Bass 1 | Eup.  | 2          | 他     | B.D., S.D., etc. |
| Sax.   | Alt. 2 Ten. 2 Bar. 1             | Tub.  | 2          | 他     | B.D., S.D., etc. |
| その他 | その他                           | Piano | Piano      | Piano  | Piano            |

## 出版
2003年、スペインのイベルムシカ（Ibermúsica）から出版。オランダのデ・ハスケ（De Haske Publications BV）およびアメリカのハル・レナード（Hal Leonard Corporation/アメリカ、カナダ、ニュージーランド、オーストラリアのみ）から販売されている。

## 構成
各楽章にタイトルが付けられており、さらに聖書からの引用が各部に記されている。
- 第1楽章 降誕、幼児虐殺、洗礼（Nacimiento. Muerte de los inocentes. Bautismo.）
Adagio non molto e cantabile、4/4拍子
- 第2楽章 三つの誘惑（Las tres tentaciones）
Senza Measure
- 第3楽章 寺院への到着、最後の晩餐、逮捕、判決、磔刑、希望（Llegada al Templo. La Santa Cena. Captura. Juicio. Crucifixión. Esperanza.）
Allegro moderato、6/8+2/4拍子